# Daniel Caines
Daniel Caines (* 15. května 1979) je bývalý britský atlet, sprinter, halový mistr světa v běhu na 400 metrů.
Specializoval se na běh na 400 metrů, v této disciplíně dosáhl největších úspěchů. V roce 2001 se stal halovým mistrem světa v běhu na 400 metrů. Na mistrovství Evropy v Mnichově v roce 2002 získal v této disciplíně bronzovou medaili a byl členem vítězné britské štafety na 4 × 400 metrů. V této sezóně vytvořil svůj nejlepší výkon na 400 metrů – 44,98. Poslední medailový úspěch zaznamenal na světovém halovém šampionátu v Birminghamu v roce 2003, doběhl druhý v běhu na 400 metrů a byl členem bronzové štafety na 4 × 400 metrů.